# Michał Dowgird
Michał Dowgird (ur. 29 września 1902 w Lublinie, zm. 5 marca 1942 w Auschwitz-Birkenau) – Referent wydziału finansowego Zarządu Miejskiego w Lublinie, komendant rejonu w obwodzie m. Lublin organizacji konspiracyjnej Komenda Obrońców Polski.

## Życiorys
Michał Dowgird urodził się 29 września 1902 w Lublinie, w rodzinie szlacheckiej Mieczysława i Wiktorii z Przyjałkowskich. Rodzina pochodziła z miejscowości Dowgirdele na Litwie. 30 czerwca 1927 r. otrzymał dyplom ukończenia Koedukacyjnych Kursów Handlowych Marjana Zajączkowskiego w Lublinie. Pracował w magistracie m. Lublin początkowo jako sekwestrator następnie jako kierownik referatu budżetowego.
W czasie Kampanii wrześniowej w 1939 służył w 8 Pułku Piechoty Legionów pod dowództwem ppłk piech. Antoniego Cebulskiego. Po rozformowaniu jednostki dnia 27 września 1939 powrócił do pracy w Zarządzie Miejskim w Lublinie oraz rozpoczął służbę jako komendant rejonu w konspiracyjnej organizacji Komendy Obrońców Polski (KOP).
14 stycznia 1941 r. po donosie Henryka Galińskiego - konfidenta Gestapo (straconego później z wyroku organizacji), został aresztowany wraz z innymi członkami KOP i przewieziony do aresztu śledczego Gestapo „Pod Zegarem”. Po dwóch tygodniach przesłuchań z użyciem tortur trafił do jednego z najcięższych więzień Gestapo na zamku w Lublinie. 
W dniu 6 kwietnia 1941 r. został przetransportowany do obozu koncentracyjnego Auschwitz i zarejestrowany pod nr 14780. Po niespełna rocznym pobycie, zginął w obozie dnia 5 marca 1942 r.

## Ordery i odznaczenia
- Medal Dziesięciolecia Odzyskanej Niepodległości - w 1929 r.[10]
- Krzyż Oświęcimski – pośmiertnie